# Myiopharus lutzi
Myiopharus lutzi är en tvåvingeart som först beskrevs av Townsend 1916.  Myiopharus lutzi ingår i släktet Myiopharus och familjen parasitflugor. Inga underarter finns listade i Catalogue of Life.